# サウナセンター
サウナセンターは、東京都台東区の鶯谷で営業するサウナ施設・カプセルホテル。2022年現在も営業する施設としては、東京都内で最も古いサウナ施設である。

## 沿革
1979年11月に創業した。創業者は旅館やビジネスホテルといった宿泊業を営んでおり、サウナセンターも終電を逃したビジネスマンが仮眠のできる施設として開業している。新小岩の『レインボー』とともに、24時間営業の温浴施設としては先駆的な存在であり、当時はサウナセンターのビルに300人もの客が泊まり、階段で寝ている人もいたとされる。
1989年には、手狭だった水風呂を広くするなどのリニューアルを行った。超高温 120 度 (℃)・低湿度のドライサウナも、2012年頃から温度を徐々に100℃まで落とし、湿度を高めてロウリュも導入した。
2014年頃には関東圏の施設で初となるセルフロウリュを始めたが、過度なセルフロウリュで室内の温度が安定しないなどの問題から、これを取りやめ、代わりにアウフグースを頻繁に行うこととした。
その後、コロナ休業中に天井を下げる改装を行い、ベンチ最上段から天井を 110 センチメートル (cm) としてよりロウリュに適した環境にした。高校野球と大相撲以外は、サウナ室のテレビは焚き火の映像を流すのみに変更している。
2022年現在は創業者の孫が部長として勤務しており、サウナセンター入社後には有名店である『ウェルビー今池』『ウェルビー福岡』で経験を積んでいる。

## 施設

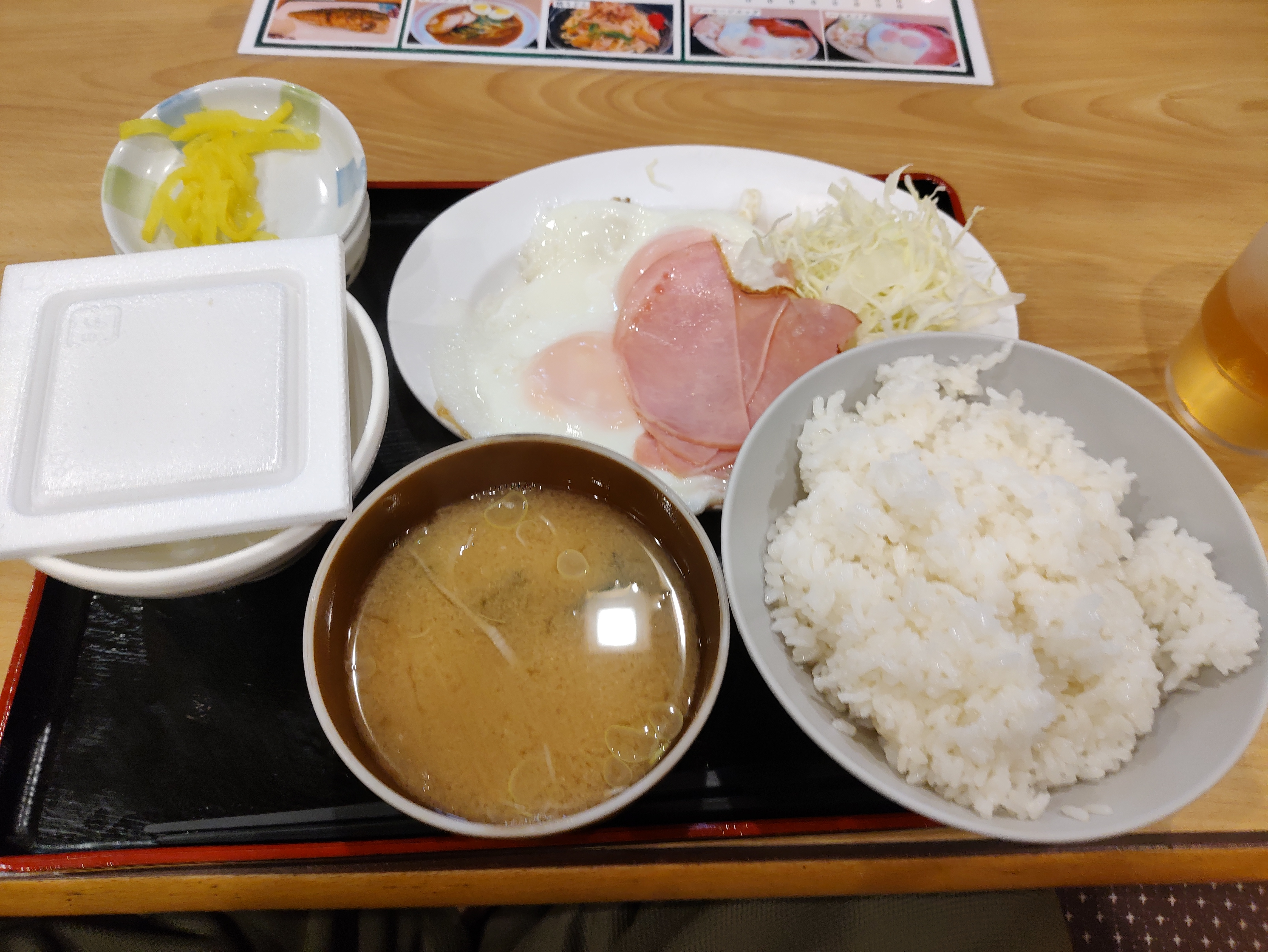
ハムエッグ定食

サウナ室は、3段ベンチで定員15人である。石張りの壁に木材を貼り、座面の高さやストーブの石・鉄板の置き方なども調整を行っている。温度は90℃から95℃であり、ストーブ横には白樺の丸木があり、壁に8つの砂時計がある他、上述のとおり、モニターにはたき火の映像が映る。サウナ室の入り口にはウォーターサーバに加え、氷、塩が備えられている。水風呂は15℃であり、浴室の床部分を水風呂に拡張したため、手前側が浅い形となっている。気泡風呂の浴槽は、地下約 55 メートル (m) の地下水を42℃に加熱して利用している。
この他、浴場には、内気浴スペース、外気浴エリアの他、ペンギンルームという冷凍機・ファンのある空間もある。ペンギンルームには水風呂が冷たすぎて入れない常連客のために用意された3℃のスペースである。
浴室のサウナの他に、食堂と休憩室を備えていて、ビルの6階がサウナ・浴室、5階が食堂、4階が休憩室となっている。食堂では「おつまみ三点盛り」など酒のつまみのメニューも多く、卵料理がよく注文され、特にハムエッグと生姜焼きが人気である。建物の入り口にガンダムの模型が置かれているのは、社長の趣味である。
備品についても、社長・専務・部長などが業者と細かく打ち合わせを行い、歯磨き粉つきの歯ブラシと歯磨き粉なしの歯ブラシのニ種類を揃えるなどの工夫を行っている。
男性専用施設だが、サウナブームの影響でレディースデイを行い、女性も利用できるようになった。

## 評価
老舗サウナとして知られ、「サウナ好きではまず知らない人のいない」施設とされる。扶桑社のムック『ベストサウナ』で行われたアンケート「サウナ総選挙2021」では人気サウナ施設として15位を獲得し、ソーシャルワイヤー株式会社が2020年1月から2022年6月を対象に行ったサウナ施設の人気調査では8位となった。
著名なサウナ施設の『サウナ&カプセルホテル北欧』の支配人・菅剛史は、特に印象的なサウナ施設として、錦糸町の『ニューウィング』とともに、『サウナセンター』を挙げている。頻繁に通い、サウナの温度・湿度管理の参考にしたという。サウナに詳しい文筆家の岩田リョウコは「ととのう条件が完璧」なサウナとして、サウナセンターを挙げ、休憩スペースの良さを指摘している。
漫画『サ道』の著者のタナカカツキは、良いサウナの条件として、温度・湿度が適切で、かつ移動の導線が良く清潔であることを挙げた上で、サウナセンターをそうした条件に当てはまる「いい施設」と述べ、都内最古の施設でありながらも常に清潔であると評する。同様に、サウナ好きとして知られる音楽プロデューサーのヒャダインも、清掃が徹底され、「水垢ひとつ浮いていない」サービス精神の行き届いた施設だと述べている。